# Ranunculus sprunerianus
Ranunculus sprunerianus ist eine Pflanzenart aus der Familie der Hahnenfußgewächse (Ranunculaceae).

## Beschreibung
Ranunculus sprunerianus ist ein kräftiger, ausdauernder Schaft-Hemikryptophyt, der Wuchshöhen von 20 bis 35 Zentimeter erreicht. Der Stängel ist sparrig verzweigt und drei- bis elf-blütig. Die Grundblätter dreilappig bis dreispaltig und am Grund herzförmig. An der Spitze sind die Abschnitte gekerbt. Darüber hinaus weisen die Grundblätter eine angedrückte Behaarung auf. Die Krone ist 10 bis 15 Millimeter groß. Die Nüsschen sind stumpf dreieckig und 2 Millimeter groß. Der Schnabel ist ebenfalls 2 Millimeter groß und an der Spitze abwärts gebogen.
Die Blütezeit liegt im April.
Die Chromosomenzahl beträgt 2n = 16.

## Vorkommen
Ranunculus sprunerianus kommt im östlichen Mittelmeerraum vor. Auf Kreta wächst die Art an Ufern, auf Schutt, in Gehölzen und auf Mauern in Höhenlagen von 400 bis 1750 Meter. Das Verbreitungsgebiet umfasst die Länder Libyen, Albanien, Nordmazedonien, Bulgarien, Griechenland, Kreta, Inseln der Ägäis, die Türkei, Syrien und den Libanon.

## Belege
- Ralf Jahn, Peter Schönfelder: Exkursionsflora für Kreta. Mit Beiträgen von Alfred Mayer und Martin Scheuerer. Eugen Ulmer, Stuttgart (Hohenheim) 1995, ISBN 3-8001-3478-0, S. 102.